# Caesiumchlorat
Caesiumchlorat ist eine anorganische chemische Verbindung mit der Verhältnisformel CsClO3.

## Eigenschaften
Caesiumchlorat ist ein farbloser Feststoff der eine trigonale Kristallstruktur mit der Raumgruppe R3m (Raumgruppen-Nr. 160) besitzt. Das Salz ist bis zu seinem Schmelzpunkt und etwas darüber hinaus stabil und damit ein sehr stabiles Chlorat. Es zersetzt sich bei hohen Temperaturen auf zwei parallelen Wegen: 
{\displaystyle \mathrm {2\ CsClO_{3}\longrightarrow 2\ CsCl+3\ O_{2}} }
{\displaystyle \mathrm {4\ CsClO_{3}\longrightarrow 3\ CsClO_{4}+CsCl} }
Da Caesiumperchlorat bei Temperaturen um den Schmelzpunkt von Caesiumchlorat noch stabil ist, reichert es sich bei der Zersetzung zusammen mit Caesiumchlorid an.